# Banco Nacional Ultramarino (Dili)

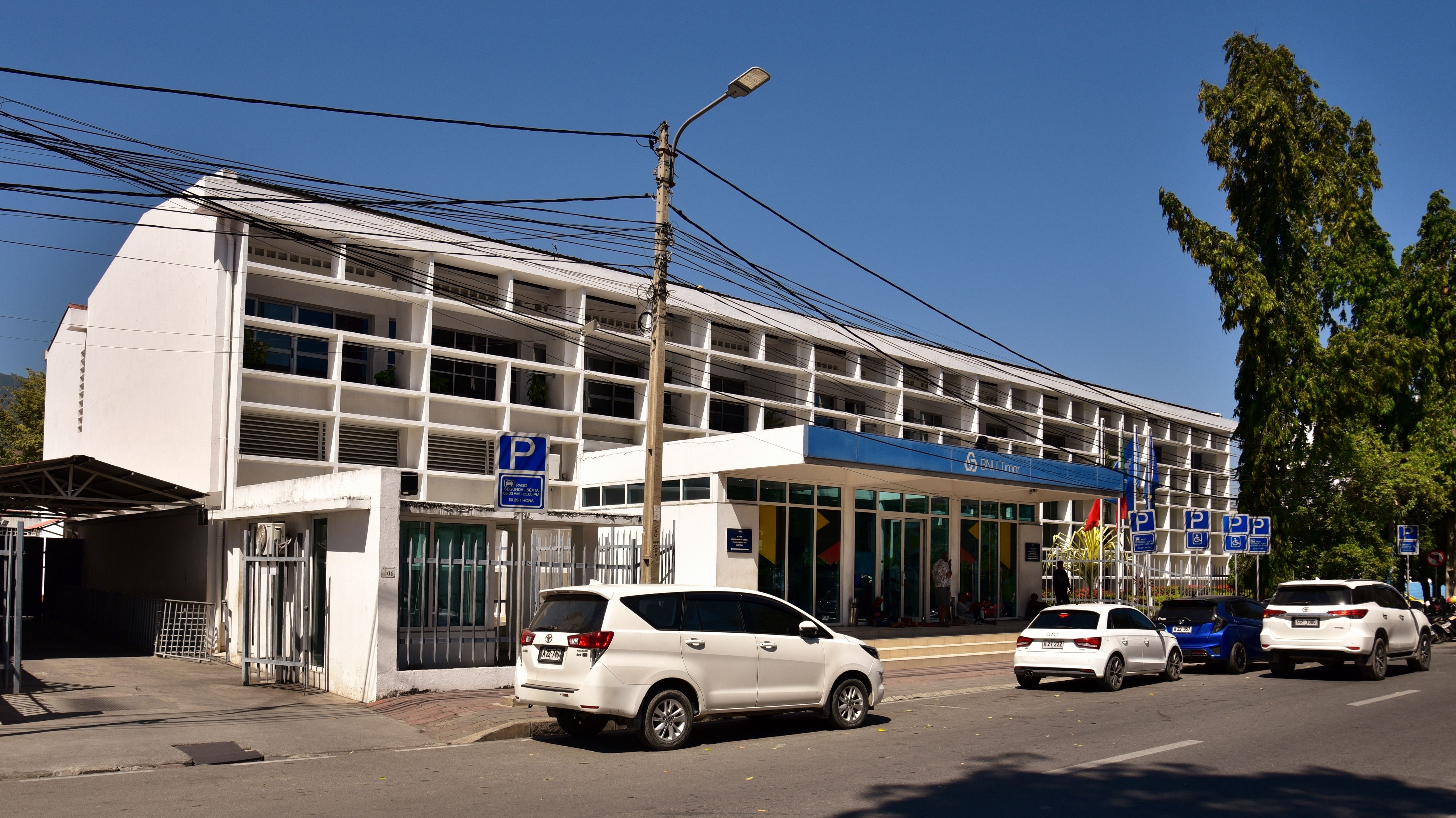
Das Gebäude der BNU in Dili (2023)

Das Gebäude der Banco Nacional Ultramarino (BNU) in Osttimors Landeshauptstadt Dili befindet sich an der Ecke der Rua 25 de Abril, (nach Norden, vor November 2015 Rua Nicolau dos Reis Lobato) und der Rua de Moçambique (nach Westen, ehemals Rua Dom Fernando) im Suco Colmera (Verwaltungsamt Vera Cruz). Die Banco Nacional Ultramarino ist eine Tochter der portugiesischen Bank Caixa Geral de Depósitos.

## Hintergrund und Geschichte

Bild der neueröffneten ersten Filiale in Dili (1912)

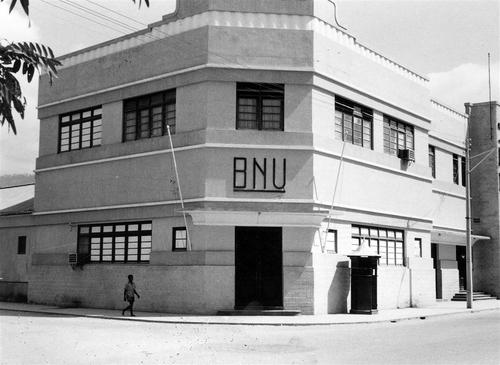
Das SAPT-Hauptgebäude mit der Filiale der BNU (1950)

Die BNU hat seit 1912 eine Filiale in Dili. Neben ihrer Funktion als Bank gab sie auch die Währung der Kolonie Portugiesisch-Timor aus, den Pataca, später den Escudo. Bis zu seiner Zerstörung im Zweiten Weltkrieg durch die Japaner befand sich die Bank im Haus des Hauptbüros. Danach mietete sich die BNU in ein Gebäude der Erzdiözese Dili ein und nutzte ab 1946 das Hauptgebäude der ehemaligen Sociedade Agrícola Pátria e Trabalho (SAPT). Das neue BNU-Gebäude wurde zwischen 1966 und 1968 errichtet. Architekt war Fernando Schiappa de Campos. Nach der indonesischen Invasion 1975 übernahm die regionale Daerah Bank die Geschäfte für die BNU. Diese war auf Initiative von Francisco Lopes da Cruz, Vize-Gouverneur von Timor Timur, gegründet worden. Auch die Räumlichkeiten übernahm die Daerah Bank von der BNU. Als die BNU nach dem Unabhängigkeitsreferendum in Osttimor 1999 ihre Geschäfte wieder aufnahm, kam sie zunächst im Gebäude der Associação Comercial, Agrícola e Industrial de Timor (ACAIT) unter, da das BNU-Gebäude durch marodierende pro-indonesische Milizen zerstört worden war. Der Wiederaufbau fand zwischen 2000 und 2001 statt. Danach kehrte die BNU in ihr altes Gebäude zurück.

## Architektur

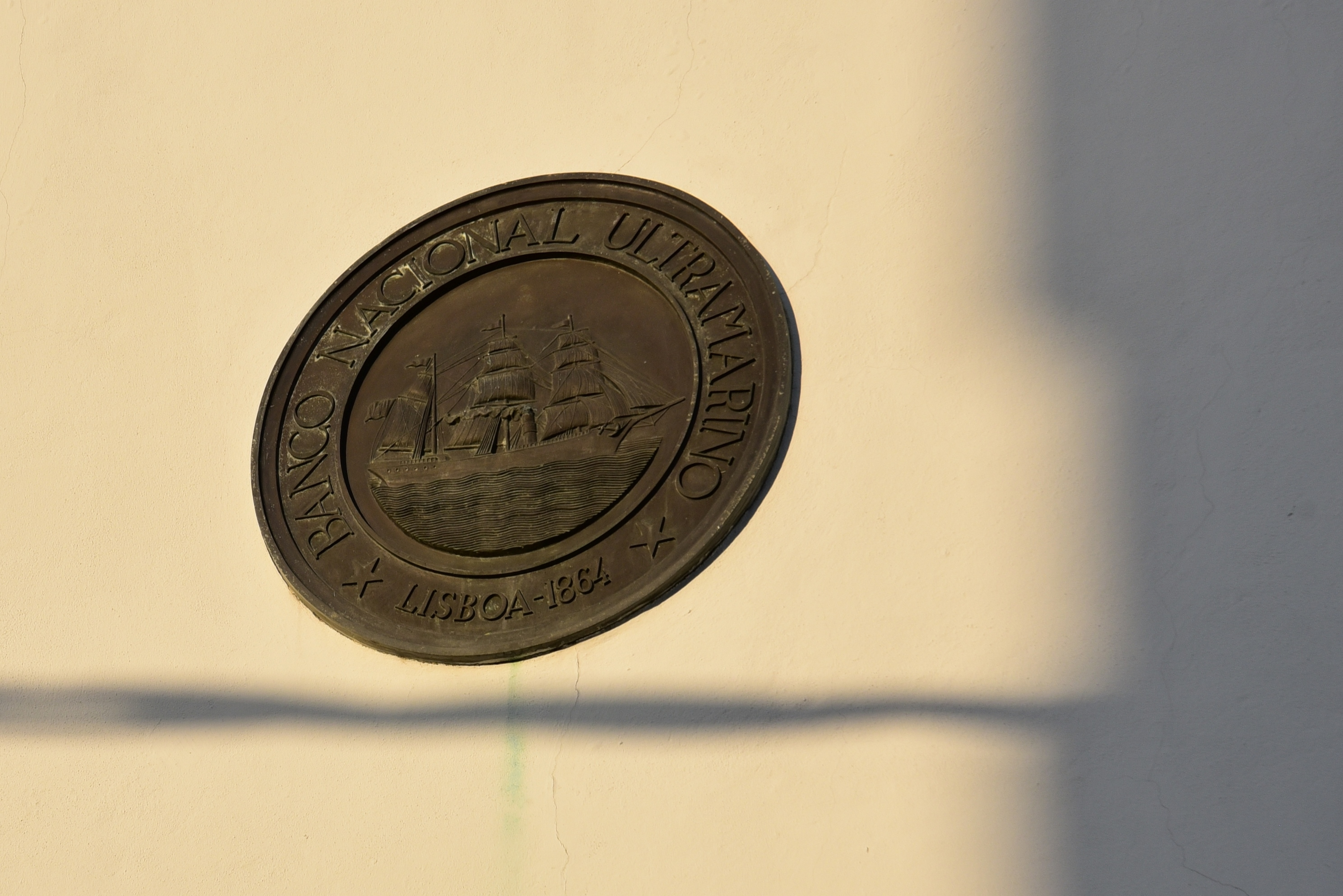
Siegel der BNU

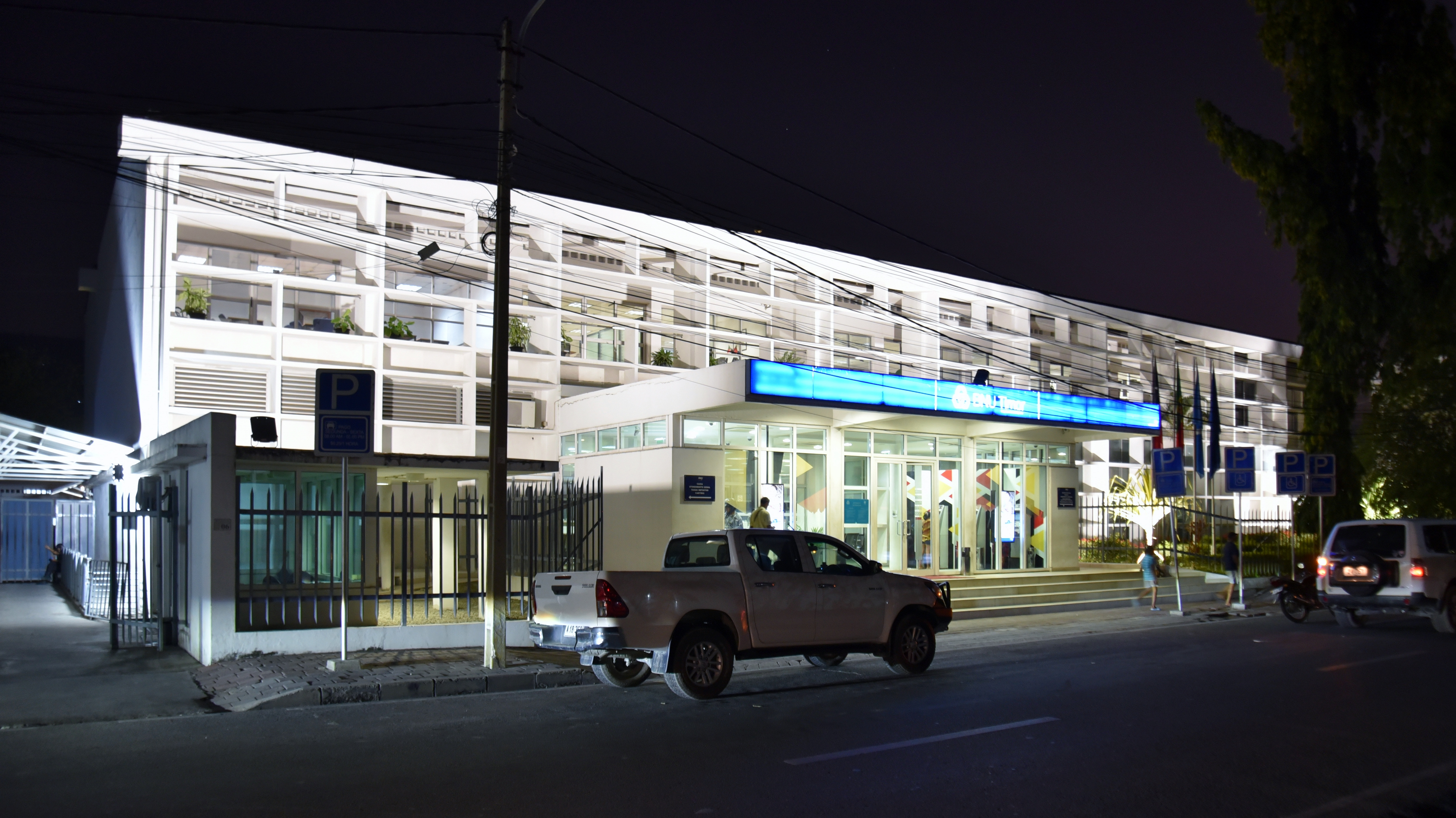
Das Gebäude der BNU in Dili (2023)

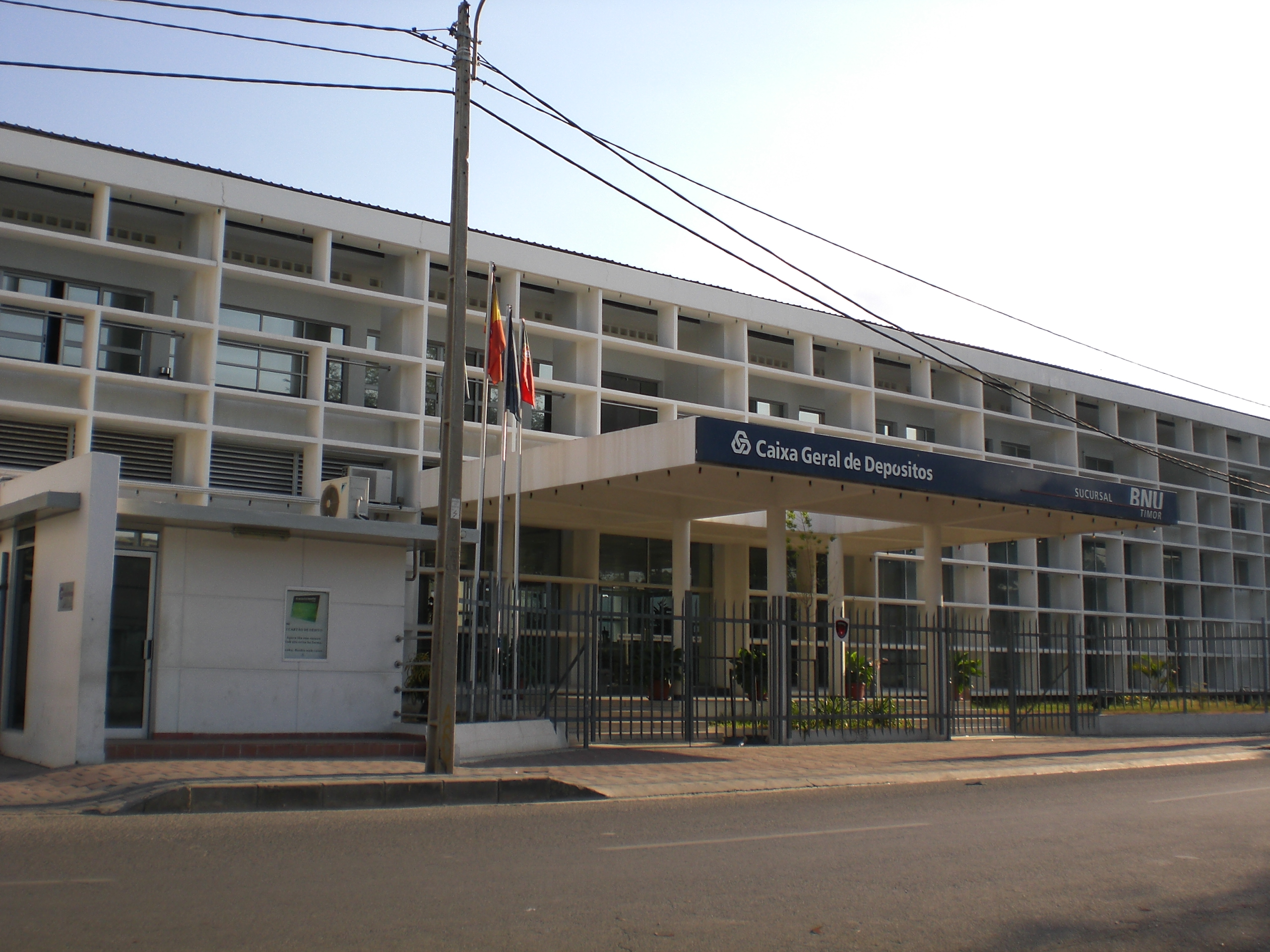
Das Gebäude der BNU in Dili (2009)

Das Gebäude ist, wie das Haus der ACAIT ein Vertreter der modernen Architektur in Dili. Die beiden Gebäude sind eine Abkehr vom bisher vorherrschenden kolonialen, neoklassizistischen Stil für repräsentative Gebäude, wie den aus den 1950er-Jahren stammenden Regierungspalast. Allerdings liegt die BNU im Gegensatz zur ACAIT außerhalb des administrativen Viertels an einer Einkaufsstraße.
Das Gebäude hat ein flaches Terrassendach und steht auf Stelzen, so dass das Erdgeschoss über dem Grund schwebt. Die Frontfassade besteht aus einem Gitter aus Beton, dass die Fenster vor einer direkten Sonneneinstrahlung schützt. Auch die Ost-West-Ausrichtung dient zur Kühlung. Von See im Norden wehen kühlende Winde, die Sonne strahlt vor allem auf die schmaleren Fronten. Ebenso schützt das auffällige Vordach.